# Žitni most
Žitni most v Ljubljani je brv za pešce čez reko Ljubljanico in povezuje Petkovškovo nabrežje in Poljanski nasip med Usnjarsko in Gestrinovo ulico. Odprt je bil 24. avgusta 2010.

## Konstrukcija
Brv je zasnovana kot ločna betonska konstrukcija in je členkasto vpeta v obrežne opornike. Sestavljena je iz dveh lokov precej dolgega razpona, a vseeno deluje lahkotno. Na sredini se zgornji lok zlomi. Skupna dolžina brvi je 36 metrov, širina je 3,8 metra. Pohodna površina se na sredini razširi na 5,3 metra in je urejena kot razgledna ploščad s klopjo na vsaki strani ali kot jo je imenoval arhitekt kot mala piazzeta - trg, kjer se pešec ustavi, poklepeta ali zre v vodni tok. Površina brvi je tlakovana je s kamnitimi ploščami tonalita in impala. Po celotni dolžini je brv obojestranska ograja iz nerjavnega jekla z vgrajeno razsvetljavo. Dostop je izveden brez stopnic, kar omogoča neoviran prehod mostu tudi gibalno oviranim osebam in kolesarjem. Obnovili so tudi obstoječe črpališče na Petkovškovem nabrežju, črpališče na drugi strani Ljubljanice pa nadomestili z novim.
V sklopu mostu sta bili izvedeni: vstopno izstopno mesto za rečna plovila na Poljanskem nasipu in gasilsko črpališče na Petkovškovem nabrežju. Investitor je bil javni zavod Turizem Ljubljana, projektantka pa arhitektka Breda Bizjak.

## Ime mostu
Bližnji Ambrožev trg so v letih 1876–1898 imenovali Žitni trg. Ime je dobil po sejmih, ki so se odvijali na tem mestu. Trgovali so z živino, glede na prvotno ime trga, pa tudi z žitom. Kasneje so ime tega trga spremenili. V spomin na stare čase so novi most poimenovali Žitni most.  

## Donator
Donator mostu je bilo podjetje Mons, katerega lastnik je Jože Anderlič, in avtor mostu je bil arhitekt Boris Podrecca. V sklopu postavitve mostu so na podlagi načrtov arhitekte Brede Bizjak uredili še gasilski črpališči (na obeh bregovih) ter vstopno-izstopno mesto na Ljubljanici (na Poljanskem nasipu). Most, tlakovan s tonalitom, je dolg 36 m in širok 3,8 m; proti sredini se pohodna površina mostu razširi, pri čemer se na sredini nahaja razgledna ploščad s klopmi. 
Na mostu se nahaja spominska plošča z napisom:
ŽITNI MOST

ZGRAJEN V ČASU ŽUPANA

ZORANA JANKOVIĆA
ARHITEKT BORIS PODRECCA
MEŠČANOM IN MESTU PODARJA
JOŽE ANDERLIČ

AVGUST 2010